# Варнава (Гладун)
Епи́скоп Варна́ва (в миру Василий Андреевич Гладун, укр. Василій Андрійович Гладун; род. 19 октября 1964, Голобы, Ковельский район, Волынская область) — епископ Украинской православной церкви (Московского Патриархата), епископ Новобугский, викарий Николаевской епархии

## Биография
Родился 19 октября 1964 года в посёлке городского типа Голобы Ковельского района Волынской области в православной семье.
В 1982 году окончил Голобскую среднюю школу. В 1983 году с отличием окончил техническое училище № 1 города Луцка. С 1983 по 1985 год проходил военную службу в города Черновцы. С 1986 по 1990 года проходил службу в органах внутренних дел.
С 1991 по 1992 год нес послушание в Покровском скиту Троице-Сергиевой Лавры. С 1992 года нёс послушание в Хмельницком епархиальном управлении Украинской Православной Церкви. С 1993 года нёс послушание в Николаевском епархиальном управлении.
21 сентября 1993 года епископом Николаевским и Вознесенским Питиримом (Старинским) рукоположен в сан диакона и назначен штатным диаконом кафедрального собора Рождества Божией Матери.
15 февраля 1994 года рукоположен в сан иерея епископом Николаевским и Вознесенским Питиримом (Старинским) и 3 мая 1994 года назначен настоятелем храма Святого Духа в города Николаев.
27 марта 1995 года епископом Николаевским и Вознесенским Питиримом пострижен в монашество с именем Варнава в честь апостола от 70-ти Варнавы.
16 апреля 1996 года по благословению митрополита Киевского и всея Украины Владимира (Сабодана) епископом Николаевским и Вознесенским возведён в сан игумена.
В 1998 году окончил Киевскую духовную семинарию.
В 1999 году назначен духовником Николаевской епархии. В 2000 году на епархиальном собраны Николаевской епархии был избран членом епархиального совета.
5 мая 2002 года по благословению митрополита Киевского и всея Украины Владимира (Сабодана) архиепископом Николаевским и Вознесенским Питиримом возведён в сан архимандрита.
С 2006 по 2015 года был депутатом Николаевского областного совета от Партии регионов, хотя членом партии, по его словам, не был.
19 ноября 2008 года согласно решению Священного Синода Украинской православной церкви от 17 ноября 2008 года назначен наместником мужского монастыря святых равноапостольных Константина и Елены.
31 мая 2010 года назначен председателем паломнического отдела Николаевской епархии.
17 июля 2017 года назначен членом дисциплинарной епархиальной комиссии Николаевской епархии.
В 2020 году поступил на заочное отделение Киевской духовной академии.
7 декабря 2020 года решением Священного Синода Украинской Православной Церкви избран епископом Новобугским, викарием Николаевской епархии.
12 декабря 2020 года в домовом Свято-Троицком храме при резиденции Предстоятеля Украинской Православной Церкви в Феофании г. Киев состоялся чин наречения архимандрита Варнавы (Гладуна) во епископа Новобугского, викария Николаевской епархии.
13 декабря 2020 года в Успенском соборе Киево-Печерской Лавры за Божественной литургией совершил епископскую хиротонию в епископа Новобугского, викария Николаевской епархии. Хиротонию совершили: митрополит Киевский и всея Украины Онуфрий (Березовский), митрополит Вышгородский и Чернобыльский Павел (Лебедь), митрополит Луганский и Алчевский Митрофан (Юрчук), митрополит Бориспольский и Броварской Антоний (Паканич), митрополит Николаевский и Очаковский Питирим (Старинский), архиепископ Бучанский Пантелеимон (Бащук), архиепископ Яготинский Серафим (Демьянов), епископ Барышевский Виктор (Коцаба), епископ Белогородский Сильвестр (Стойчев), епископ Переяслав-Хмельницкий Дионисий (Пилипчук), епископ Бородянский Марк (Андрюк).